# District de Phước Sơn
Phước Sơn est un district rural de la province de Quảng Nam, dans la région de la Côte centrale du Sud du Viêt Nam.

## Géographie
Le district a une superficie de 1 141 km2.
Le chef-lieu du district est Khâm Đức. 